# Dinah Washington Sings Fats Waller
Dinah Washington Sings Fats Waller — студийный альбом американской певицы Дины Вашингтон, выпущенный в 1958 году на лейбле EmArcy Records. В 1985 году был переиздан под названием The Fats Waller Songbook. В альбом вошли песни, написанные или исполненные джазовым пианистом, органистом, певцом и автором песен Фэтсом Уоллером.

## Отзывы критиков
| Оценки критиков                            | Оценки критиков |
| Источник                                   | Оценка          |
| ------------------------------------------ | --------------- |
| AllMusic                                   | [ 1 ]           |
| The Encyclopedia of Popular Music          | ·               |
| The Penguin Guide to Jazz                  | [ 4 ]           |
| The Rolling Stone Jazz & Blues Album Guide | [ 5 ]           |

В рецензии AllMusic Стивен Кук пишет: «Пластинка объединяет жизнерадостные песни Уоллера и демонстративные вокальные таланты Вашингтон. Джазовая дива без особых усилий справляется с такими классическими песнями Уоллера, как „Keeping out of Mischief Now“, „Just Squeeze Me“ и „Ain’t Mibehavin'“, в то же время исполняя особенно эмоциональные композиции „Tain’t Noboby’s Biz-Ness If I Do“ и „Jitterbug Waltz“ (в последней представлена острая и фирменная смесь блюза, мощь голоса и отлаженная дикция Вашингтон). Внося приятное разнообразие в и без того сильный сет, тогдашний муж Вашингтон, саксофонист Эдди Чамбли, присоединяется к певице для игривых дуэтов на „Honeysuckle Rose“ и „Everybody Loves My Baby“. В дополнение к „Everybody Loves My Baby“ и „If I Do 'Tain’t Noboby’s Business“ Вашингтон записывает каверы на другие песни, связанные с Уоллером, но написанные не им, включая „Christopher Columbus“ и кульминацию сета „Somebody’s Rocking My Dreamboat“. Один из лучших и самых приятных альбомов Дайны Вашингтон».

## Список композиций
1. «Christopher Columbus» (Чу Берри, Энди Разаф) — 2:45
2. «Tain’t Nobody’s Biz-ness if I Do» (Портер Грейнджер, Роберт Грэм Принс, Кларенс Уильямс) — 3:25
3. «Jitterbug Waltz» (Фэтс Уоллер) — 2:45
4. «Someone’s Rocking My Dreamboat» (Леон Рене, Эмерсон Скотт) — 1:58
5. «Ain’t Cha Glad?» (Фэтс Уоллер, Энди Разаф) — 2:43
6. «Squeeze Me» (Фэтс Уоллер, Кларенс Уильямс) — 2:07
7. «Ain’t Misbehavin» (Фэтс Уоллер, Гарри Брукс, Энди Разаф) — 2:32
8. «Black and Blue» (Фэтс Уоллер, Гарри Брукс, Энди Разаф) — 2:55
9. «Everybody Loves My Baby» (Спенсер Уильямс, Джек Палмер) — 2:36
10. «I’ve Got a Feeling I’m Falling» (Фэтс Уоллер, Гарри Линк, Билли Роуз) — 2:23
11. «Honeysuckle Rose» (Фэтс Уоллер, Энди Разаф) — 2:33
12. «Keepin' Out of Mischief Now» (Фэтс Уоллер, Энди Разаф) — 2:34

## Участники записи
- Аранжировка, дирижёр — Эрни Уилкинс
- Бас-гитара — Ричард Эванс
- Гитара — Фредди Грин, Себастьян Муро
- Ударные — Чарли Персип, Уэсли Ландерс
- Фортепиано — Джек Уилсон
- Продюсер — Боб Шад
- Язычковые инструменты — Бенни Голсон, Эдди Чамбли, Фрэнк Весс, Хэл Маккьюзик, Джером Ричардсон, Сахиб Шихаб
- Тромбон — Чонси Уэлш, Джимми Кливленд, Джулиан Пристер, Мелба Листон, Род Левитт, Сонни Руссо
- Труба — Чарли Шейверс, Кларк Терри, Док Северинсен, Эрни Ройал, Джо Ньюман, Джонни Коулз, Рэй Коупленд, Рональд Джонс